# ورنر لیپولت
ورنر لیپولت (آلمانی: Werner Lippoldt؛ زادهٔ ۲۸ مارس ۱۹۴۸) تیرانداز اهل آلمان بود.
وی در مسابقات کشوری و بین‌المللی در مجموع برندهٔ ۱ مدال برنز شده‌است.